# Thelma Payne

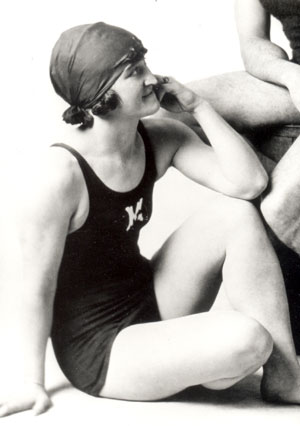
Thelma Payne

Thelma Payne, später Thelma Sanborn, (* 18. Juli 1896 in Salem, Oregon; † 7. September 1988 in Laguna Niguel, Kalifornien) war eine Wasserspringerin aus den Vereinigten Staaten. Sie gewann eine olympische Bronzemedaille.

## Karriere
Thelma Payne startete für den Multnomah Athletic Club in Portland. Sie war von 1918 bis 1920 dreimal in Folge Hallenmeisterin der Amateur Athletic Union im Kunstspringen. Bei den Olympischen Spielen in Antwerpen traten nur vier Springerinnen aus den Vereinigten Staaten im kombinierten Kunstspringen vom 1-Meter-Brett und vom 3-Meter-Brett an. Aileen Riggin siegte vor Helen Wainwright, die zehn Jahre ältere Thelma Payne wurde Dritte.
Thelma Payne wurde später Schwimmtrainerin in Los Angeles und Santa Monica. Mit Bowen Stassforth und Sharon Geary gewannen zwei ihrer Schützlinge bei den Panamerikanischen Spielen 1951. Thelma Payne brachte außerdem den Kindern einiger Hollywood-Stars wie Bing Crosby, John Wayne und Loretta Young das Schwimmen bei.